# Klimow M-105
Der Klimow M-105 (russisch Климов М-105) war ein V12-Flugmotor, der in vielen sowjetischen Flugzeugmustern des Zweiten Weltkrieges zum Einsatz kam.

## Entwicklung
Der M-105 basierte auf Klimows Erfahrungen mit dem Hispano-Suiza 12Y, der als Klimow M-100 in einer Zahl von 6.061 Stück in Lizenz produziert wurde. Der Motor hatte aber zahlreiche Verbesserungen, welche ihn zu einem der leistungsfähigsten V12-Motoren des Zweiten Weltkrieges machten. Er gehört zu den meistgebauten Flugmotoren überhaupt.
Die Entwicklung begann 1937 auf Grundlage des M-103, von dem von 1938 bis 1941 10.155 Exemplare produziert wurden. Anfang 1938 begannen die ersten Tests. Im Juli des Folgejahres erging der Beschluss zur Serienproduktion; einen Monat später wurden die ersten 50 M-105 dem Militär zur Abnahme übergeben. Nach umfangreichen Beanstandungen erschien im Januar 1940 die verbesserte Ausführung, die direkt für die Produktion im staatlichen Motorenwerk Nr. 26 in Rybinsk zugelassen wurde. Das Werk wurde 1941 nach Ufa evakuiert, wo die Produktion weitergeführt wurde. Ab 1941 kamen noch eine Anzahl weiterer Hersteller wie das Werk Nr. 234 in Leningrad oder das Werk Nr. 16 in Woronesch, 1941 nach Kasan evakuiert, hinzu. Zunächst wurde der M-105, wie alle sowjetischen Motoren, mit M (für Motor, мотор) und einer nachgestellten Zahl bezeichnet. Während des Zweiten Weltkrieges wurde das Bezeichnungssystem umgestellt, die Motoren erhielten jetzt Kürzel aus den Initialen der Entwickler, die Nummer blieb. So wurde im März 1944 aus dem M-105 der WK-105 (für Wladimir Klimow). Die letzten Serienversionen WK-105PF und PF2 wurden bis Ende 1946 gefertigt.

## Varianten
- M-105 : 1.100 PS (809 kW) erste Produktionsversion von 1939 für den Schnellbomber SB-2, 1500 Stück bis 1940 produziert
- M-105P: Großserienversion von 1940 mit hohler Getriebewelle zur Aufnahme einer Maschinenkanone für die Jagdflugzeuge Jak-1, Lawotschkin LaGG-1 etc.
- M-105R: 1.100 PS (809 kW), Großserienversion von 1940 mit kleinerer Luftschrauben-Getriebeuntersetzung für Bomber Pe-2 und Jer-2
- M-105PA und RA: 1.200 PS (883 kW), verbesserte Jäger- bzw. Bombervarianten von 1941
- M-105PF: 1.260 PS (927 kW), Jägerersion von 1942 mit modifiziertem Lader für Luftkämpfe in geringen und mittleren Höhe; Einsatz in Jak-1B, Jak-7B, Jak-9
- WK-105PF2: 1.360 PS (1.000 kW) mit verbesserter Aufladung, ab Sommer 1943 für Jak-3.

## Technische Daten WK-105
- wassergekühlter V12-Motor
- Bohrung: 148 mm
- Hub: 170 mm
- Hubraum: 35,1 l
- Länge: 2027 mm
- Breite: 777 mm
- Höhe: 945 mm
- Trockenmasse: 575 kg